# Kriegsstrafverfahrensordnung
Die Kriegsstrafverfahrensordnung (KStVO) wurde, zugleich mit der Kriegssonderstrafrechtsverordnung, am 17. August 1938 vom Chef des Oberkommandos der Wehrmacht (OKW) Wilhelm Keitel und dem „Führer und Reichskanzler“ Adolf Hitler unterzeichnet und sollte die in der Militärstrafgerichtsordnung vorgesehenen Vorschriften „zur Sicherung der Wehrmacht und des Kriegszwecks“ vereinfachen. Die beiden 1938 fertig ausgearbeiteten Verordnungen wurden erst am 26. August 1939 im Reichsgesetzblatt bekannt gegeben und traten somit unmittelbar vor Beginn des Zweiten Weltkrieges in Kraft.
Beide Verordnungen gaben den Militärjuristen „praktisch unbegrenzte Möglichkeiten, gegen ‚innere und äußere Feinde‘ vorzugehen.“ Sie dienten „dem unabweisbaren militärischen Bedürfnis nach einer straffen und schnellen Justiz im Krieg“.

## Wesentliche Inhalte der KStVO
Nach § 2 sind dem Kriegsverfahren gleichermaßen Soldaten, Wehrmachtbeamte, Wehrpflichtige und Kriegsgefangene unterworfen; eine Zuständigkeit kann beantragt werden für Personen, die der Spionage, der Freischärlerei, der Wehrkraftzersetzung oder des Hoch- und Landesverrats beschuldigt werden.
Weiterhin regelt die KStVO die Besetzung der Feld- bzw. Bordkriegsgerichte und des Reichskriegsgerichts.
Entscheidungen eines Kriegsverfahrens sind mit ordentlichen Rechtsmitteln nicht anfechtbar. Sie werden von Amts wegen in einem Nachprüfungsverfahren bestätigt, geändert oder aufgehoben (§ 75 ff.). Berufungs- und Beschwerdeinstanzen mit den Oberkriegsgerichten sowie die Revisionsinstanz fielen weg.
Nach § 5 ist der „Führer und Reichskanzler“ Oberster Gerichtsherr der Wehrmacht. Ihm ist gemäß § 78 und § 80 das Bestätigungs- und Aufhebungsrecht vorbehalten bei Todesurteilen von Offizieren, wenn er einen allgemeinen Vorbehalt ausspricht oder einen Einzelfall aufgreift.
Der Vollzug der Todesstrafe sollte nach § 103 der ersten Fassung der KStVO durch Erschießen, bei Frauen grundsätzlich durch Enthaupten vollzogen werden.
Der Vollzug der Freiheitsstrafe an Wehrmachtsangehörigen und Zivilpersonen im wehrpflichtigen Alter war bis nach Ende des Zweiten Weltkriegs ausgesetzt, allerdings konnte der sofortige Vollzug angeordnet werden, wenn dies ein "wichtiger Grund" erforderte (§ 104 KStVO). Verurteilte „bei denen es aus Gründen der Sicherheit oder Erziehung erforderlich erscheint“, konnten für die Dauer der Aussetzung des Strafvollzugs in Sonderabteilungen oder Lagerverbänden verwahr werden(§ 105 KStVO). Die Zeit der Verwahrung wurde grundsätzlich nicht auf die zu verbüßende Freiheitsstrafe angerechnet (§ 106 KStVO). Wegen der in den Feldstraflagern herrschenden „härtesten Lebensbedingungen“ hatte Kriegsgerichtsrat Fritz Hodes den Straflagern schon 1940 „den Charakter eines Konzentrationslagers für die Wehrmacht“ zugesprochen.

## Ergänzungen und Änderungen
Bis zum 11. Januar 1945 wurden elf Durchführungsverordnungen (DVO) erlassen. Mit der 4. DVO vom 11. November 1939 (RGBl. I, S. 2132) werden Standgerichte eingeführt.
In der 7. DVO vom 18. Mai 1940 (RGBl. I, S. 787) wird die ausschließliche Zuständigkeit der Militärgerichtsbarkeit für Wehrkraftzersetzung eingeschränkt. Zudem kann der Gerichtsherr andere Behörden „besonders bei Zivilpersonen“ um Übernahme der Strafvollstreckung ersuchen.
Tatsächlich wurden bei Todesurteilen oftmals Oberstaatsanwaltschaften um Übernahme der Strafvollstreckung ersucht, in deren Richtstätten eine Enthauptung vorgenommen wurde. Ab Ende 1942 wurden erstmals kriegsgerichtlich verurteilte Militärpersonen am Galgen getötet.

## Geltungsdauer
Rechtlich schaffte das Supreme Headquarters Allied Expeditionary Force mit Gesetz Nr. 153 vom 4. Mai 1945 alle deutschen Kriegsgerichte mit Ausnahme der Feldkriegsgerichte ab. Zugleich mit der Abschaffung des Reichskriegsgerichts wurden alle gerichtsverfassungsrechtlichen und prozessualen Normen aufgehoben.